# Antonio Felice Zondadari (Kardinal, 1740)

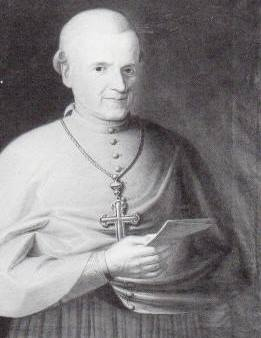
Kardinal Antonio Felice Zondadari

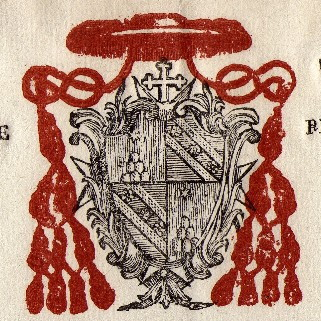
Zondadaris Kardinalswappen (Druck 1815)

Antonio Felice Zondadari (der Jüngere), auch Antonio Felice Chigi Zondadari (* 14. Januar 1740 in Siena; † 13. April 1823 ebenda) war ein italienischer Kardinal und Erzbischof von Siena.

## Leben
Er entstammte einer adeligen Familie und war der Sohn von Giuseppe Flavio (Chigi) Zondadari, Marchese von San Quirico, und dessen Ehefrau Violante Gori. Er war ein entfernter Verwandter von Kardinal Antonio Felice Zondadari (1665–1737) und noch weitläufiger mit dessen Großonkel Papst Alexander VII. verwandt.
Das Studium an der Universität La Sapienza in Rom schloss Zondadari am 23. Juli 1768 mit der Promotion zum Doctor iuris utriusque ab. Bereits ab dem 20. September 1764 war er Referendar an den Tribunalen der Apostolischen Signatur. Gouverneur von Rieti wurde er am 5. Dezember 1766, Gouverneur von Benevent war er vom 13. Juli 1775 bis zum April 1776. Von 1777 bis 1785 war er Apostolischer Delegat und Generalinquisitor auf Malta. Am 23. Dezember 1780 wurde er zum Diakon geweiht. Das Sakrament der Priesterweihe empfing er am 16. März 1782.
Am 19. Dezember 1785 wurde Zondadari zum Titularerzbischof von Adana ernannt. Die Bischofsweihe spendete ihm zwei Tage später Kardinalstaatssekretär Francesco Saverio Zelada; Mitkonsekratoren waren Erzbischof Orazio Mattei, Domherr der Päpstlichen Basilika Santa Maria Maggiore, und Francesco Saverio Cristiani, Päpstlicher Sakristan. Zondadari wurde am 3. Januar 1786 zum Päpstlichen Thronassistenten und zum Nuntius in Flandern ernannt. Bald darauf beschuldigte ihn jedoch die dortige habsburgische Regierung, den Febronianismus zu bekämpfen und die Agitation zu unterstützen, die der Neuorganisation der Seminare dort gefolgt war. Zondadari wurde im Februar 1787 des Landes verwiesen, fand zunächst  Zuflucht in Lüttich und kehrte dann nach Rom zurück.
Vom 30. März 1789 an war Zondadari Sekretär der Kongregation Propaganda Fide, diese Position hatte er bis zum August 1795 inne. Bereits im Mai 1793 war er Vikar des Erzpriesters der Vatikanbasilika geworden. Am 1. Juni 1795 wurde er zum Erzbischof von Siena ernannt, was er bis zu seinem Tode blieb. Er empfing Pius VI. in seiner Bischofsstadt, als der Papst auf dem Weg nach Florenz war, nachdem er im Februar 1798 aus Rom vertrieben worden war.
Im Konsistorium vom 23. Februar 1801 erhob Papst Pius VII. ihn in pectore zum Kardinalpriester, die Ernennung wurde im Konsistorium vom 28. September desselben Jahres bekanntgegeben. Am 23. Dezember 1801 erhielt Zondadari den Kardinalshut und die Titelkirche Santa Balbina. Er empfing Pius VII. in Siena, als dieser nach Frankreich reiste. Kaiser Napoléon I. Bonaparte ernannte Zondadari zum Kaplan seiner Schwester Elisa Bonaparte, Fürstin von Lucca und Piombino. Er nahm an der Hochzeit Napoleons mit Marie-Louise von Österreich teil und war damit einer der „Roten Kardinäle“, d. h., er durfte weiterhin den Kardinalspurpur tragen, was denjenigen Kardinälen untersagt wurde, die sich gegen diese Eheschließung wandten („Schwarze Kardinäle“). Zondadari nahm am „Gallikanischen Konzil“ von 1811 teil.
Antonio Felice Zondadari starb 1823 und wurde im Dom von Siena beigesetzt.